# Physalaemus cigarra
Physalaemus ciggarra es una especie de ránido de la familia Leptodactylidae.

## Distribución geográfica
Es  endémica de Brasil. 